# Lupe Lamora
Lupe Lamora é uma personagem do filme 007 - Permissão Para Matar (Licence to Kill), o primeiro da série de James Bond não-baseado numa obra de Ian Fleming e o segundo e último com o ator Timothy Dalton no papel do espião britânico. É interpretada pela atriz norte-americana Talisa Soto.

## Característica
Lupe é a amante do barão das drogas Franz Sanchez e vive uma vida de luxo, sustentada pelo traficante, mas paga um preço por isso, sendo virtualmente uma prisioneira e escrava sexual dele. É obrigada pelo traficante a obedecer todas suas ordens e só pode sair da mansão onde vivem com sua aprovação, sempre acompanhada de seus capangas.

## Filme
No início do filme, Lupe é punida e conhece a ira de Sanchez, quando é flagrada na cama com outro homem, que tem seu coração cortado fora pelo traficante e é chicoteada por ele. A personagem encontra James Bond pela primeira vez rapidamente quando é deixada num jipe, depois da fuga dos traficantes dos agentes da CIA e da DEA, que capturarão Sanchez em seguida.  O segundo encontro é num iate de um dos associados do traficante na exportação da droga, Milton Krest, espancada e ferida por Sanchez pela traição, mas interrogada por 007 não diz onde o amante se encontra e por medo resolve voltar para ele. Mais tarde, eles se encontram num cassino, e Lupe ajuda Bond a escapar de uma incursão pela casa de Sanchez sem ser percebido.
Quando Bond se encontra em perigo nas mãos de Sanchez e seu capanga Dario na fábrica de pasta de cocaína, é ela quem avisa Pam Bouvier e "Q" do perigo que o agente britânico corre. No fim do filme, depois de um pequeno flerte com Bond, em que agradece por ter sido salva das garras de Sanchez e pede a 007 que fique com ela, Lupe acaba nos braços do presidente do pequeno país, general Hector Lopez.